# Georges Spetz
Georges Spetz est un industriel, écrivain, compositeur, peintre et collectionneur d'œuvres d'art français né à Issenheim (Alsace), le 31 mai 1844 et mort dans la même ville le 11 novembre 1914.

## Biographie
Le père de Georges Spetz, Jean-Baptiste Spetz, industriel dans le textile, dirigea une importante filature de coton ainsi qu'un tissage mécanique et fut également maire d’Issenheim,. Georges Spetz est également connu pour avoir été un grand collectionneur alsacien.

## Publications
- Légendes d'Alsace, poèmes, Revue alsacienne illustrée, Strasbourg, 1905.
- L'Alsace gourmande, poème gastronomique, Revue alsacienne illustrée, Strasbourg, 1914.